# Andreas Pereira
Andreas Pereira (Duffel, 1 januari 1996) is een in België geboren Braziliaanse voetballer die doorgaans als aanvallende middenvelder speelt. Hij stroomde in 2014 door vanuit de jeugd van Manchester United, dat hem twee jaar eerder overnam van PSV. Hij debuteerde in 2018 in het Braziliaans voetbalelftal.
Pereira is een zoon van oud-voetballer Marcos Pereira.

## Carrière

### Jeugd
Pereira groeide op in Sint-Truiden. Daar sloot hij zich als kind aan bij STVV, de toenmalige club van zijn vader Marcos Pereira. Na een tussenstop bij Velm VV volgde hij zijn vader naar KVSK United, dat hem op negenjarige leeftijd zag vertrekken naar de jeugdopleiding van PSV Eindhoven. Meteen na zijn zestiende verjaardag verhuisde Pereira naar Manchester United, tot grote ergernis van de Nederlandse club en technisch directeur Marcel Brands. Toenmalig Manchester United-coach Alex Ferguson was persoonlijk betrokken bij de transfer van de middenvelder.

### Manchester United
Pereira maakte op 26 augustus 2014 zijn officiële debuut voor Manchester United. Coach Louis van Gaal liet hem invallen in een wedstrijd om de League Cup tegen Milton Keynes Dons, op dat moment actief in de League One. Manchester United verloor het duel met 4–0 en werd zo in de eerste ronde uitgeschakeld. Zijn competitiedebuut volgde op 15 maart 2015. Toen mocht hij in het duel tegen Tottenham Hotspur na 76 minuten invallen voor Juan Mata. Pereira verlengde in mei 2015 zijn contract bij United tot medio 2018. Hij maakte op woensdag 23 september 2015 zijn eerste doelpunt in het betaald voetbal. Tijdens een met 3–0 gewonnen wedstrijd tegen Ipswich Town in het toernooi om de League Cup, schoot hij vanuit een vrije trap Manchester United op 2–0. Op 30 september 2015 speelde Pereira een half uur mee in de groepswedstrijd in de UEFA Champions League 2015/16 tegen VfL Wolfsburg (2–1 winst).

## Clubstatistieken[4]
| Club              | Seizoen | Premier League   | Premier League   | FA Cup       | FA Cup       | League Cup | League Cup | Europa | Europa | Andere | Andere | Totaal | Totaal |
| Club              | Seizoen | Wed              | Goals            | Wed          | Goals        | Wed        | Goals      | Wed    | Goals  | Wed    | Goals  | Wed    | Goals  |
| ----------------- | ------- | ---------------- | ---------------- | ------------ | ------------ | ---------- | ---------- | ------ | ------ | ------ | ------ | ------ | ------ |
| Manchester United | 2014–15 | 1                | 0                | 0            | 0            | 1          | 0          | 0      | 0      | 0      | 0      | 2      | 0      |
| Manchester United | 2015–16 | 4                | 0                | 2            | 0            | 2          | 1          | 3      | 0      | 0      | 0      | 11     | 1      |
| Club              | Seizoen | Primera División | Primera División | Copa del Rey | Copa del Rey | —          | —          | Europa | Europa | Andere | Andere | Totaal | Totaal |
| Club              | Seizoen | Wed              | Goals            | Wed          | Goals        | Wed        | Goals      | Wed    | Goals  | Wed    | Goals  | Wed    | Goals  |
| → Granada CF      | 2016-17 | 35               | 5                | 2            | 0            | —          | —          | 0      | 0      | 0      | 0      | 37     | 5      |
| → Valencia CF     | 2017-18 | 23               | 1                | 6            | 0            | —          | —          | 0      | 0      | 0      | 0      | 29     | 1      |
| Club              | Seizoen | Premier League   | Premier League   | FA Cup       | FA Cup       | League Cup | League Cup | Europa | Europa | Andere | Andere | Totaal | Totaal |
| Club              | Seizoen | Wed              | Goals            | Wed          | Goals        | Wed        | Goals      | Wed    | Goals  | Wed    | Goals  | Wed    | Goals  |
| Manchester United | 2018–19 | 15               | 1                | 3            | 0            | 0          | 0          | 4      | 0      | 0      | 0      | 22     | 1      |
| Manchester United | 2019–20 | 25               | 1                | 4            | 0            | 5          | 0          | 6      | 1      | 0      | 0      | 40     | 2      |
| Club              | Seizoen | Serie A          | Serie A          | Coppa Italia | Coppa Italia | —          | —          | Europa | Europa | Andere | Andere | Totaal | Totaal |
| Club              | Seizoen | Wed              | Goals            | Wed          | Goals        | Wed        | Goals      | Wed    | Goals  | Wed    | Goals  | Wed    | Goals  |
| → SS Lazio        | 2020/21 | 24               | 1                | 2            | 0            | —          | —          | 5      | 0      | 0      | 0      | 31     | 1      |
| Totaal            |         | 127              | 8                | 19           | 0            | 8          | 1          | 18     | 1      | 0      | 0      | 167    | 11     |

Bijgewerkt op 13 mei 2021.

## Interlandcarrière
Pereira voetbalde in zijn jeugdjaren in verscheidene Belgische selecties. Hij maakte deel uit van een generatie die bestond uit onder anderen Charly Musonda Jr., Mathias Bossaerts, David Henen, Siebe Schrijvers en zijn toenmalige PSV-ploeggenoot Zakaria Bakkali. In mei 2014 werd Pereira opgeroepen voor het Braziliaans voetbalelftal onder 20 jaar. Met Brazilië –20 nam Pereira deel aan het wereldkampioenschap voetbal onder 20 in de zomer van 2015, waar hij tweemaal trefzeker was, waaronder in de van Servië met 1–2 verloren finale. Pereira debuteerde op 12 september 2018 in het Braziliaans voetbalelftal, tijdens een met 5–0 gewonnen oefeninterland tegen El Salvador. Hij kwam die dag in de 70e minuut in het veld voor Arthur Melo.

## Erelijst
| Competitie        |        |         |
| Competitie        | Aantal | Jaren   |
| Manchester United |        |         |
| ----------------- | ------ | ------- |
| FA Cup            | 1x     | 2015/16 |